# 서쳐스
서쳐스(The Searchers)는 1960년대 브리티시 인베이전 당시 비틀즈, 홀리스, 포모스트, 머시비츠, 스윙잉 블루 진스, 게리 앤 더 페이스메이커스 등과 함께 등장한 영국계 머지비트 그룹이었다.
이 밴드의 히트곡들에는 1961년 발매한 〈Sweets for My Sweet〉, 〈Sugar and Spice〉, 재키 데샤논의 〈Needles and Pins〉와 〈When You Walk in the Room〉, 오런스의 〈Don't Throw Your Love Away〉의 커버 그리고 클로버스의 〈Love Potion No. 9〉이 포함되어 있다. 스윙잉 블루 진스로, 서쳐스는 1964년 3월 7일 그들의 〈Needles and Pins〉과 스윙잉 블루 진스의 〈Hippy Hippy Shake〉가 빌보드 핫 100에 도달했을 때, 비틀즈에 이어 리버풀에서 두 번째 그룹으로 비겼다.

## 음반 목록
- 1963 – Meet The Searchers
- 1963 – Sugar and Spice
- 1964 – Hear Hear! (미국)
- 1964 – It's The Searchers
- 1964 – This Is Us (미국)
- 1965 – Sounds Like Searchers (영국) / The New Searchers LP (Chris, John, Mike, & Frank) (미국)
- 1965 – Take Me for What I'm Worth
- 1972 – Needles and Pins (Re-recordings in stereo)
- 1979 – The Searchers
- 1981 – Love's Melodies
- 1987 – Play the System
- 1989 – Hungry Hearts
- 2002 – Back Door Sessions